# August Lundmark
Lars August Lundmark, född 1 juli 1869 i Uppsala, död 12 februari 1944 på Höstsol, Täby församling, var en svensk skådespelare.
Lundmark deltog i Håkansson-Svennbergs turné Leve livet och hade därefter engagemang hos Allan Ryding. Lundmark är begravd på Täby kyrkogård.

## Filmografi
- 1924 – Unge greven ta'r flickan och priset
- 1925 – Ett köpmanshus i skärgården
- 1931 – Hans Majestät får vänta

## Teater

### Roller (ej komplett)
| År   | Roll                 | Produktion                                                      | Regi                      | Teater                   |
| ---- | -------------------- | --------------------------------------------------------------- | ------------------------- | ------------------------ |
| 1899 | Chiendents musikant  | Rocamboles arvingar Charles Varin                               |                           | Södra Teatern            |
| 1911 | Giraud               | Buridans åsna Robert de Flers och Gaston Arman de Caillavet     | Knut Nyblom               | Vasateatern              |
| 1911 | En poliskommissarie  | Ballongen Paul Armont och Nicolas Nancey                        | Knut Nyblom               | Vasateatern              |
| 1911 | Honoré Serjeux       | Nattlampan Miguel Zamocois                                      |                           | Vasateatern              |
| 1911 | Tubise               | 1.000.000 Georges Berr och Marcel Guillemand                    | Knut Nyblom               | Vasateatern              |
| 1912 |                      | Min baby Margaret Mayo och Theo Wall                            |                           | Vasateatern              |
| 1922 | Preedy               | Mrs Taradines inkvartering F. Tennyson Jesse och H. M. Harwood  | Ragnar Hyltén-Cavallius   | Helsingborgs stadsteater |
| 1922 | Assessor Svale       | Äventyr på fotvandringen Jens Christian Hostrup                 | Ragnar Hyltén-Cavallius   | Helsingborgs stadsteater |
| 1922 | Markis Almodovar     | Hotellråttan Paul Armont och Marcel Gerbidon                    | Rudolf Wendbladh          | Helsingborgs stadsteater |
| 1922 | Doktor Falk          | Den stora scenen Arthur Schnitzler                              | Rudolf Wendbladh          | Helsingborgs stadsteater |
| 1922 | Mr Prothero          | Jokern H. M. Harwood                                            | Rudolf Wendbladh          | Helsingborgs stadsteater |
| 1923 | Lutz                 | Gamla Heidelberg Wilhelm Meyer-Förster                          | Ragnar Hyltén-Cavallius   | Helsingborgs stadsteater |
| 1923 | Greven               | Högt spel Ernst Didring                                         | Gerda Lundequist-Dalström | Helsingborgs stadsteater |
| 1923 | Axel Faber           | Moral Ludwig Thoma                                              | Torsten Hammarén          | Helsingborgs stadsteater |
| 1923 | Efraim Karlsson      | Fjärde budet Sigurd Wallén                                      | Albin Lindahl             | Helsingborgs stadsteater |
| 1923 | Förste journalisten  | Komedien Nini Roll Anker                                        | Gerda Lundequist-Dalström | Helsingborgs stadsteater |
| 1923 | Eskil Holm           | Signade tider Algot Sandberg                                    | Albin Lindahl             | Helsingborgs stadsteater |
| 1923 | Pastor Feltman       | Det lyckliga valet Nils Kjær                                    | Torsten Hammarén          | Helsingborgs stadsteater |
| 1924 | Förste stewarten     | Din nästas fästmö Adelaide Matthews och Anne Nichols            | Torsten Hammarén          | Helsingborgs stadsteater |
| 1924 | Gilbert              | Hjärter är trumf Felix Gandera                                  | Torsten Hammarén          | Helsingborgs stadsteater |
| 1924 | Apelstam             | Disciplin Einar Fröberg                                         | Torsten Hammarén          | Helsingborgs stadsteater |
| 1924 | Cserenyés            | Försvarsadvokaten Ferenc Molnár                                 | Torsten Hammarén          | Helsingborgs stadsteater |
| 1924 | François             | Vännen Lorel Adrien Vély och H. R. Girardet                     | Torsten Hammarén          | Helsingborgs stadsteater |
| 1924 | Nasarén 1            | Salome Oscar Wilde                                              | Torsten Hammarén          | Helsingborgs stadsteater |
| 1924 | Pastor William Duke  | Till främmande hamn Sutton Vane                                 | Torsten Hammarén          | Helsingborgs stadsteater |
| 1924 | Brukspatronen        | Värmlänningarna Fredrik August Dahlgren och Andreas Randel      | Hjalmar Peters            | Helsingborgs stadsteater |
| 1925 | Docent Häger Läkaren | Dagens hjälte Carlo Keil-Möller                                 | Torsten Hammarén          | Helsingborgs stadsteater |
| 1925 | Haywood              | Vår lilla fru Avery Hopwood                                     | Torsten Hammarén          | Helsingborgs stadsteater |
| 1925 | Läkaren              | Thora van Deken Henrik Pontoppidan och Hjalmar Bergstrøm        | Gerda Lundequist-Dalström | Helsingborgs stadsteater |
| 1925 | Andersen             | Kära släkten Gustav Esmann                                      | Gerda Lundequist-Dalström | Helsingborgs stadsteater |
| 1925 | Saint-Gaudens        | Kameliadamen Alexandre Dumas den yngre                          | Helge Wahlgren            | Helsingborgs stadsteater |
| 1925 | Krymplingen          | Löftet Tomasino Scotti                                          | Gerda Lundequist-Dalström | Helsingborgs stadsteater |
| 1925 | Jönsson              | En aftonstund på "Tre Liljor" Knut Michaelson                   |                           | Helsingborgs stadsteater |
| 1925 | Landtdomaren         | Ljungby horn Edgar Collin, Vilhelm Østergaard, och Alfred Ipsen | Helge Wahlgren            | Helsingborgs stadsteater |
| 1926 | Polis 1              | Liliom Ferenc Molnár                                            | Torsten Hammarén          | Helsingborgs stadsteater |
| 1926 | Professor Borg       | Nationalmonumentet Tor Hedberg                                  | Helge Wahlgren            | Helsingborgs stadsteater |
| 1926 | Walters              | Storstädning Frederick Lonsdale                                 | Gösta Cederlund           | Helsingborgs stadsteater |
| 1926 | Ett butiksbiträde    | Sam Jackson i Paris Maurice Hennequin och Henry de Gorsse       | Albert Nycop              | Helsingborgs stadsteater |
| 1926 | Inkvisitorn          | Sankta Johanna George Bernard Shaw                              | Gösta Cederlund           | Helsingborgs stadsteater |
| 1926 | Herbert              | Eliza stannar Henry V. Esmond                                   | Gösta Cederlund           | Helsingborgs stadsteater |
| 1926 | Denis Bayot          | Spelet om kärleken och döden Romain Rolland                     | Albert Nycop              | Helsingborgs stadsteater |
| 1926 | Farbror Pelle        | Julnatten i barnkammaren Carlo Keil-Möller                      | Carlo Keil-Möller         | Helsingborgs stadsteater |
| 1927 | Treasure             | Vi och de våra John Galsworthy                                  | Gösta Cederlund           | Helsingborgs stadsteater |
| 1927 | Ingel Hansson        | Gustav Vasa August Strindberg                                   | Gösta Cederlund           | Helsingborgs stadsteater |
| 1927 | Tavernaren           | Kristina August Strindberg                                      | Gösta Cederlund           | Helsingborgs stadsteater |
| 1927 | Sekreteraren         | En bättre herre Walter Hasenclever                              | Gösta Cederlund           | Helsingborgs stadsteater |
| 1927 | Dopping              | Simson och Delila Sven Lange                                    | John Westin               | Helsingborgs stadsteater |
| 1927 | En detektiv          | Mysteriet Milton Edgar Wallace                                  | Gösta Cederlund           | Helsingborgs stadsteater |
| 1927 | Algot Söderholm      | Halta Lena och vindögda Per Ernst Fastbom                       | Albert Nycop              | Helsingborgs stadsteater |
| 1927 | Andre vaktmästare    | Bättre folk Avery Hopwood och David Gray                        | Gösta Cederlund           | Helsingborgs stadsteater |
| 1928 | Spring               | Gröna hissen Avery Hopwood                                      | Albert Nycop              | Helsingborgs stadsteater |